# Кёниг, Лотар
Лотар Кёниг (нем. Lothar König; 3 января 1906, Штутгарт — 5 мая 1946, Мюнхен) — немецкий католический священник, член ордена иезуитов, участник Движения Сопротивления в Германии.

## Биография
Лотар Кёниг был священником-иезуитом и членом кружка Крейзау немецкого Сопротивления в нацистской Германии. Несмотря на то, что группа Крайзау была многоконфессиональной, оппозиция гитлеровскому режиму имела ярко выраженную христианскую ориентацию и стремилась к общему христианскому возрождению и пробуждению осознания трансцендентного. Его мировоззрение коренилось как в немецкой романтической и идеалистической традиции, так и в католической доктрине естественного права. Кёниг станет важным посредником между кружком Крейзау и епископами Гробером Фрайбергским и Прейсингом Берлинским. После провала июльского заговора 1944 года с целью убийства Гитлера, Кёнига преследовало гестапо, и он нашёл убежище в угольном погребе, где скрывался до конца войны. Кёниг умер вскоре после войны от последствий своего пребывания в бегах в 1946 году.